# Árni Gautur Arason
Árni Gautur Arason (* 7. Mai 1975 in Reykjavík) ist ein ehemaliger isländischer Fußballtorwart, der heute als Rechtsanwalt (Absolvent der Universität Island) in seinem Heimatland tätig ist.

## Karriere

### Vereinskarriere
Nach drei Jahren in der 1. Deild wechselte Árni Gautur 1998 zum damaligen norwegischen Meister Rosenborg Trondheim, wo er fünf Jahre blieb und jede Saison den Meistertitel der Tippeligaen gewann. Im Jahre 2000 wurde er anlässlich der Vergabe des Kniksenprisen als bester Torwart der Tippeligaen ausgezeichnet. 2003 holte Manchester City ihn als Ersatz für David James, Árni Gautur kam aber nur zweimal im FA Cup zum Einsatz. Nach dieser Saison wechselte er zu Vålerenga Oslo, dort blieb er drei Jahre und wurde 2005 zum insgesamt sechsten Mal norwegischer Meister. Im März 2008 wechselte Árni Gautur nach Südafrika zu Thanda Royal Zulu, bereits im Sommer des gleichen Jahres kehrte er nach Norwegen zurück zum Verein Odd Grenland. Dort war er bis 2010 zumeist als Stammkraft im Einsatz und ließ seine Karriere daraufhin beim belgischen Klub Lierse SK ausklingen, bei dem er es im Jahre 2011 noch zu zwei Ligaeinsätzen brachte, ehe er seine Karriere als Aktiver beendete.

### Nationalmannschaftskarriere
Erste internationale Erfahrung sammelte er mit der isländischen U-17-Nationalmannschaft, mit der er von 1990 bis 1991 zehn Länderspiele absolvierte. Weitere drei Länderspieleinsätze folgten 1992 mit Islands U-19. Zwischen 1995 und 1997 kam er in elf Spielen der isländischen U-21-Nationalmannschaft zum Einsatz. Sein erstes A-Länderspiel für Island absolvierte Árni Gautur Arason 1998 bei einem Freundschaftsspiel gegen Lettland, welches Island mit 4:1 gewann. In den 2000er-Jahren war er lange Zeit Stammtorhüter der Isländer. Bis 2010 gehörte Árni Gautur immer noch zum Kader der isländischen Nationalmannschaft, für die er jedoch ab 2008 nur mehr Freundschaftsspiele bestritt. Insgesamt kam er auf 71 Länderspiele.

## Erfolge
Rosenborg Trondheim
- Gewinn der Tippeligaen: 1998, 1999, 2000, 2001, 2002
- Gewinn des NM-Cup: 1999

Vålerenga Oslo
- Gewinn der Tippeligaen: 2005